# Potencjał redoks

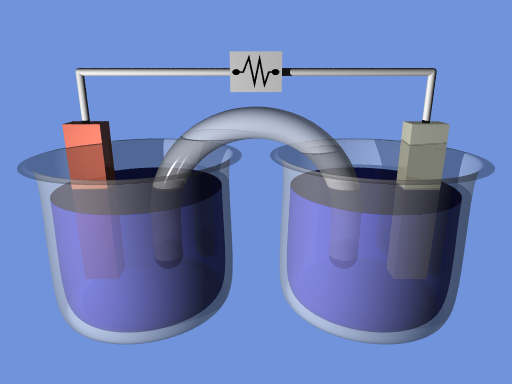
W poglądowym obwodzie elektrycznym elektrony przepływają dzięki różnicy potencjałów redoks dwóch metali, umieszczonych w roztworach swoich soli. Na jednej z elektrod zachodzi utlenianie, na drugiej – redukcja. Półogniwa łączy klucz elektrolityczny.

Potencjał redoks (oksydacyjno-redukcyjny, utleniania–redukcji) – miara właściwości utleniających utleniacza lub właściwości redukujących reduktora w reakcjach redoks, czyli zdolności do oddawania lub przyjmowania elektronów przez jony lub cząsteczki. Ilościową miarą tej zdolności jest wartość potencjału (E, Eh [V]) odniesiona do potencjału standardowej elektrody wodorowej (SEW) lub stopień specjalnej skali redoks rH (wartości bezwymiarowe związane z Eh), opracowanej przez Clarka.

## Podstawy fizykochemiczne
Wszystkie procesy redoks są reakcjami złożonymi (np. odwracalnymi, następczymi), w których zmienia się stopień utlenienia reagentów, co jest związane z przeniesieniem pewnej liczby elektronów (z) z cząsteczek donora do cząsteczek akceptora. Wiąże się z tym wykonywanie pracy elektrycznej (praca nieobjętościowa) – pracy przenoszenia elektronów (zF/mol) między punktami o różnym potencjale. Entalpia swobodna reakcji (Δg, czyli zmiana g odniesiona do Δλ = 1) wynosi w takim przypadku w warunkach równowagi izobaryczno-izotermicznej {\displaystyle (p,T=\mathrm {const} )}:
{\displaystyle \Delta g=-\Delta zFE=RT\left({\frac {\Pi a_{i,produkt}^{n_{i}}}{\Pi a_{i,substrat}^{n_{i}}}}-\ln K_{a}\right).}
Związany z reakcją potencjał {\displaystyle (E)} można wyrazić jako funkcję potencjału standardowego {\displaystyle (E_{0})} i aktywności lub stężeń reagentów. Jeżeli jest analizowana reakcja redoks, a w jej równaniu produkt utleniania jest zapisany po prawej stronie (red – substrat, oks – produkt), otrzymuje się podstawowe dla elektrochemii równanie Nernsta:
| Układ redoks                           | Potencjał standardowy E [V] |
| 2SO2− 3 + 2e− = S 2O2− 4 + 4OH−        | −1,12                       |
| SO2− 4 + H 2O + 2e− = SO2− 3 + 2OH−    | -0,93                       |
| 2SO2− 4 + 4H+ + 2e− = S 2O2− 6 + 2H 2O | −0,22                       |
| Sn4+ + 2e− = Sn2+                      | +0,15                       |
| Fe3+ + e− = Fe2+                       | +0,77                       |
| Br 2 + 2e− = 2Br−                      | +1,065                      |
| Cr 2O2− 7 + 14H+ + 6e− = 2Cr3+ + 7H 2O | +1,33                       |
| Cl 2 + 2e− = 2Cl−                      | +1,36                       |
| S 2O2− 8 + 2e− = 2SO2− 4               | +2,0                        |
| F 2 + 2e− = 2F−                        | +2,87                       |

{\displaystyle E=E^{0}+{\frac {RT}{zF}}\ln {\frac {a_{\mbox{oks}}}{a_{\mbox{red}}}},}
gdzie:
{\displaystyle R} – stała gazowa,
{\displaystyle T} – temperatura,
{\displaystyle z} – liczba elektronów wymienianych w reakcji połówkowej,
{\displaystyle a} – aktywność indywiduów chemicznych biorących udział w reakcji elektrodowej,
{\displaystyle F} – stała Faradaya,
{\displaystyle a_{red}} – aktywność formy zredukowanej (donor elektronów),
{\displaystyle a_{oks}} – stężenie formy utlenionej (akceptor elektronów).
W przypadkach bardziej złożonych – w wieloskładnikowych układach redoks – elektrony przemieszczają się między atomami lub cząsteczkami różnego rodzaju; donorem elektronów jest silniej redukujący pierwiastek lub związek chemiczny, a akceptorem – jego utleniacz, który może być reduktorem w kolejnym etapie łańcucha przemian, tworzących szlak transportu elektronów. Prostym przykładem roli potencjałów redoks jest ich decydujący wpływ na kierunek przepływu prądu w zamkniętym obwodzie elektrycznym z ogniwem galwanicznym (zob. szereg napięciowy metali). Bardziej złożone mechanizmy transportu elektronów są badane przez biochemików, zajmujących się metabolizmem w komórkach biologicznych, np. reakcjami przenoszenia elektronów w łańcuchu oddechowym.
W tabeli zamieszczono wartości potencjałów redoks przykładowych układów redoks.
Dostępne są tablice zawierające analogiczne informacje, dotyczące wielu innych reakcji tego typu.
Stopień 42-stopniowej skali redoks rH (skali Clarka) jest obliczany na podstawie wartości potencjału redoks i pH roztworu:
{\displaystyle rH={\frac {Eh+0{,}059\ pH}{0{,}03}}}
albo jako:
{\displaystyle rH=-\log(P_{H_{2}}),}
gdzie PH2 oznacza wartość prężności cząstkowej wodoru (atm), który jest dostarczany do elektrody wodorowej o potencjale równym co do wartości potencjałowi badanego układu redoks (Eh). Dla reakcji azotyn/azotan wyznaczono np. wartość PH
2 = 10−28,6 atm, co oznacza, że rH = 28,6.

## Zasada pomiarów potencjałów redoks
Oznaczenia potencjału redoks polegają na określaniu wartości SEM ogniwa, zbudowanego z:
| Elektroda odniesienia         | Potencjał [mV] |
| SEW                           | 0              |
| Nasycona elektroda kalomelowa | 241            |
| Ag/AgCl/Cl− (1 M KCl)         | 236            |
| Ag/AgCl/Cl− (4 M KCl)         | 200            |
| Ag/AgCl/Cl− (nasyc. KCl)      | 197            |

- elektrody porównawczej, o niezmiennej wartości potencjału.

Standardowa elektroda wodorowa (SEW) – o potencjale umownie uznanym za równy zeru – jest rzadko stosowana w praktyce, ponieważ stosowanie gazowego wodoru jest kłopotliwe i niebezpieczne (zagrożenie wybuchem). Popularne są inne rodzaje elektrod odniesienia – elektroda chlorosrebrowa (Ag|AgCl|Cl−) lub – rzadziej – elektroda kalomelowa (Hg|Hg2Cl2|Cl−). Stosowanie tych elektrod wymaga korygowania wyników – uwzględniania potencjału zastosowanej elektrody względem elektrody standardowej.
- elektrody wskaźnikowej, którą jest najczęściej elektroda platynowa (Pt) – drucik z metalu szlachetnego, który nie uczestniczy w reakcji elektrodowej; pełni funkcję przewodnika, który umożliwia przepływ elektronów, zależnie od znaku mierzonego potencjału redoks:

– od reagentów ulegających utlenianiu do SEW,
– od SEW do reagentów ulegających redukcji.

## Elektrody redoks w potencjometrii

Reakcja redoks we wskaźnikowej elektrodzie chinhydronowej stosowanej w pH-metrii

W laboratoriach chemicznych oznaczenia potencjałów redoks – bezpośrednio zależnych od stężenia składników badanych roztworów – są popularną metodą analizy ilościowej. Popularna technika analizy potencjometrycznej polega na stosowaniu wskaźnikowej elektrody platynowej, która znajduje się w roztworze analitów ulegających reakcjom redoks. Takie półogniwa są nazywane elektrodami redoks; ich przykładami są m.in. elektroda żelazowo-żelazawa (Pt|Fe3+,Fe2+), elektroda manganawo-nadmanganiowa (Pt|Mn2+,MnO4−), elektrody gazowe (np. chlorowa, odwracalna względem Cl−) lub elektroda chinhydronowa, stosowana w pH-metrii jako wskaźnikowa odwracalna względem H+. W roztworach zawierających chinhydron zachodzi reakcja redoks:
hydrochinon  ⇄ chinon + 2H+
 + 2e−

Ponieważ chinhydron jest równomolowym kompleksem chinonu i hydrochinonu równanie Nernsta można uprościć, otrzymując prostą zależność mierzonego potencjału od pH:
{\displaystyle E=E^{0}+{\frac {RT}{2F}}\ln {\frac {[chinon][H^{+}]^{2}}{[hydrochinon]}}=E^{0}+{\frac {RT}{F}}\ln[H^{+}]=E^{0}-{\frac {2{,}3RT}{F}}pH}
Elektrody redoks są stosowane również w czasie badań próbek środowiskowych, np. wód leczniczych, morskich osadów sedymentacyjnych, próbek gazu wysypiskowego, próbek gleby (np. poddawanej bioremediacja) lub próbek wody butelkowanej. W tych przypadkach wynikiem pomiaru zwykle nie jest stężenie określonego utleniacza lub reduktora – podstawą ocen jakości próbek są wartości Eh lub rH.

## Procesy redoks w biochemii

Schemat łańcucha oddechowego (zob. też fosforylacja oksydacyjna)

Przykładów bardziej złożonych procesów redoks dostarcza biochemia. Skomplikowane procesy przemiany materii, zachodzące w komórkach organizmów żywych, polegają na transporcie elektronów od związków „bardziej zredukowanych” do „bardziej utlenionych”, np. w łańcuchu oddechowym, od NADH do kolejnych cytochromów:
NADH  →  ubichinon  →  cytochromy
W tych wieloetapowych szlakach transportu elektronów od donorów do akceptorów istotną rolę odgrywają proste reakcje redoks, takie jak utlenianie i redukcja jonów żelaza w białkowych centrach żelazo-siarkowych lub w grupach hemowych cytochromów:
Fe2+
  ⇄ Fe3+
 + e−